# Кірпічонок Денис Андрійович
Денис Андрійович Кірпічонок (19 червня 1990, м. Новополоцьк, СРСР) — білоруський хокеїст, нападник. Виступає за ХК «Ліда» у Білоруській Екстралізі.  
Хокеєм почав займатися у 1997 році у СДЮШОР «Хімік», перший тренер — В.В. Зубков. Вихованець хокейної школи «Хімік-СКА» (Новополоцьк). Виступав за «Хімік-СКА 2» (Новополоцьк), «Хімік-СКА» (Новополоцьк).